# Marjorie Mayans
Marjorie Mayans (17 de novembro de 1990) é uma jogadora de rugby sevens francesa.

## Carreira
Marjorie Mayans integrou o elenco da Seleção Francesa Feminina de Rugbi de Sevens, na Rio 2016, que foi 6º colocada.